# Ministro Federal para Assuntos Especiais
Ministro Federal para Assuntos Especiais (em alemão:  Bundesminister für besondere Aufgaben) é um membro do Governo Federal da Alemanha sem pasta.
O título costuma ser dado ao chefe de gabinete da Chancelaria para que ele vote nas reuniões do gabinete. Historicamente, os nomeados têm sido importantes assessores políticos ou políticos à espera de um portfólio ou representantes de determinados partidos, grupos ou regiões. Por exemplo, após a Reunificação da Alemanha em 1990, alguns membros do antigo governo da Alemanha Oriental foram nomeados ministros federais para assuntos especiais, a fim de fornecer uma representação dos novos estados da Alemanha no governo federal.

## Lista de ministros
- Robert Tillmanns (CDU), 1953-1955
- Hermann Schäfer (FDP/FVP), 1953-1956
- Waldemar Kraft (BHE), 1953-1956
- Franz Josef Strauß (CSU), 1953-1955
- Heinrich Krone (CDU), 1961-1966
- Ludger Westrick (CDU), 1964-1966, também chefe de gabinete da Chancelaria
- Horst Ehmke (SPD), 1969-1972, também chefe de gabinete da Chancelaria
- Egon Bahr (SPD), 1972-1974
- Werner Maihofer (FDP), 1972-1974
- Wolfgang Schäuble (CDU), 1984-1989, também chefe de gabinete da Chancelaria
- Rudolf Seiters (CDU), 1989-1991, também chefe de gabinete da Chancelaria
- Hans Klein (CSU), 1989-1990, também porta-voz do governo
- Sabine Bergmann-Pohl (CDU), 1990-1991, último chefe de estado da Alemanha Oriental
- Lothar de Maizière (CDU), 1990, último primeiro ministro da Alemanha Oriental
- Günther Krause (CDU), 1990-1991, último ministro do Interior da Alemanha Oriental
- Rainer Ortleb (FDP), 1990-1991, último presidente do FDP da Alemanha Oriental
- Hansjoachim Walther (DSU), 1990-1991, último presidente da DSU da Alemanha Oriental
- Friedrich Bohl (CDU), 1991-1998, também chefe de gabinete da Chancelaria
- Bodo Hombach (SPD), 1998-1999, também chefe de gabinete da Chancelaria
- Thomas de Maizière (CDU), 2005-2009, também chefe de gabinete da Chancelaria
- Ronald Pofalla (CDU), 2009-2013, também chefe de gabinete da Chancelaria
- Peter Altmaier (CDU), 2013-2018, também chefe de gabinete da Chancelaria
- Helge Braun (CDU), 2018-2021, também chefe de gabinete da Chancelaria
- Wolfgang Schmidt (SPD), 2021-2025, também chefe de gabinete da Chancelaria
- Thorsten Frei (CDU), 2025-presente, também chefe de gabinete da Chancelaria